# Jardim Botânico da Universidade Vytautas Magnus
Jardim Botânico da Universidade Vytautas Magnus (em lituano: Vytauto Didžiojo universiteto Botanikos sodas) é um jardim botânico com cerca de 62,5 hectares de área, situado em Kaunas, Lituânia.
É membro do BGCI e apresenta trabalhos para a Agenda Internacional para a Conservação nos Jardins Botânicos, sendo o seu código de identificação internacional como instituição botânica KAUN.

## História
O jardim botânico da Universidade Vytautas Magnus fundado em 1923 por professor Constantin Andreas von Regel.

## Galeria

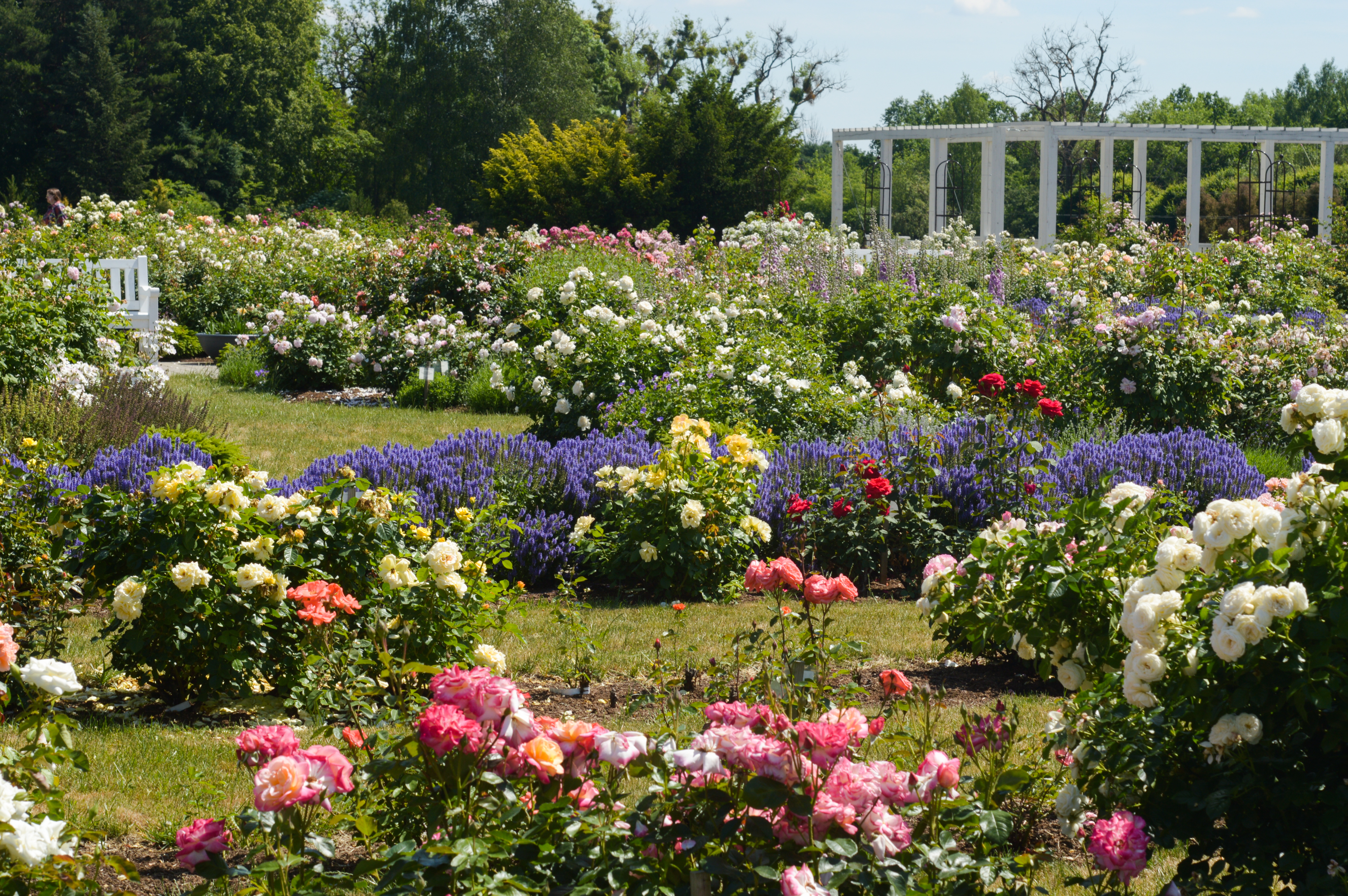
Rosarium.
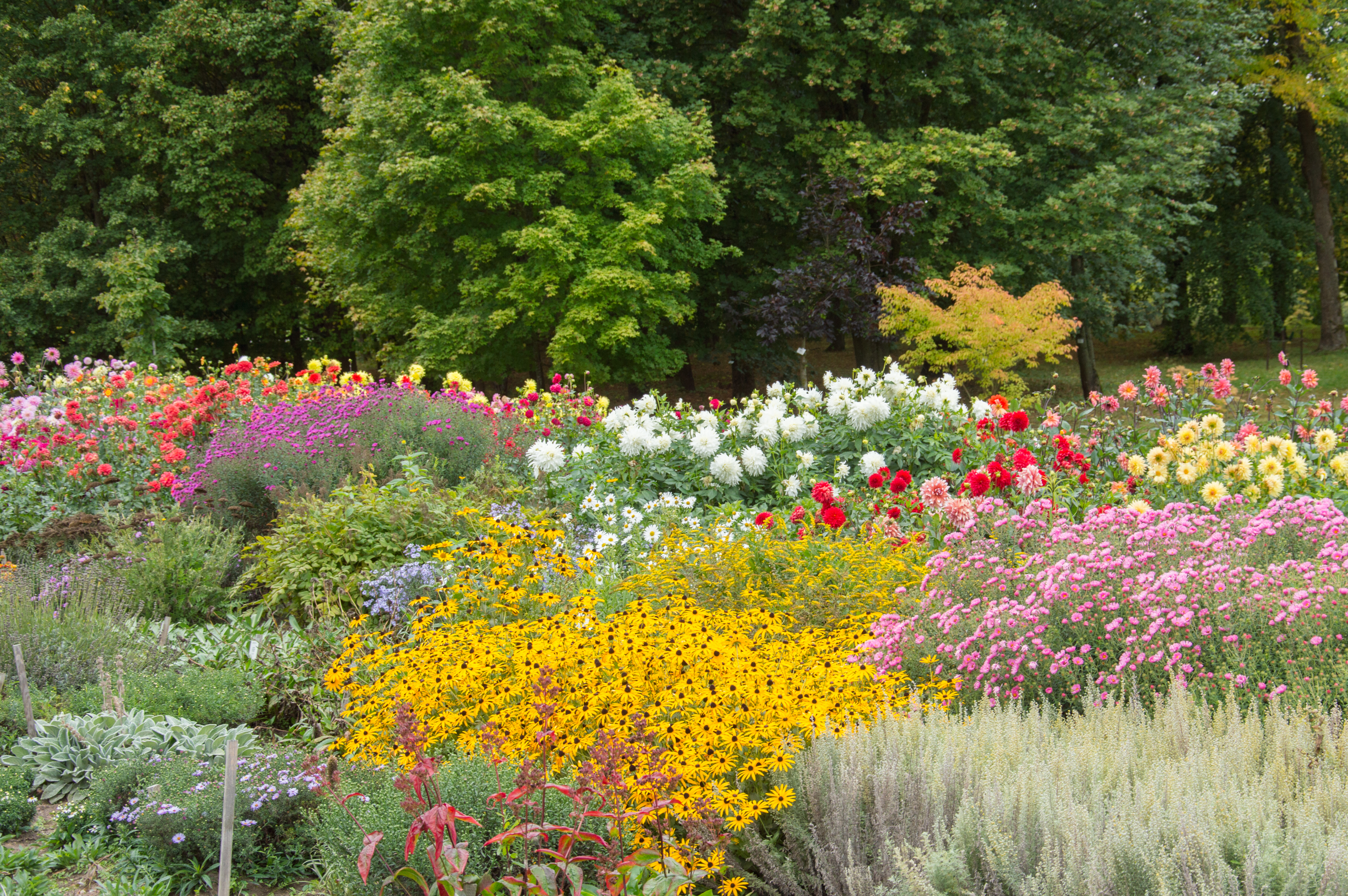
Jardim Botânico.
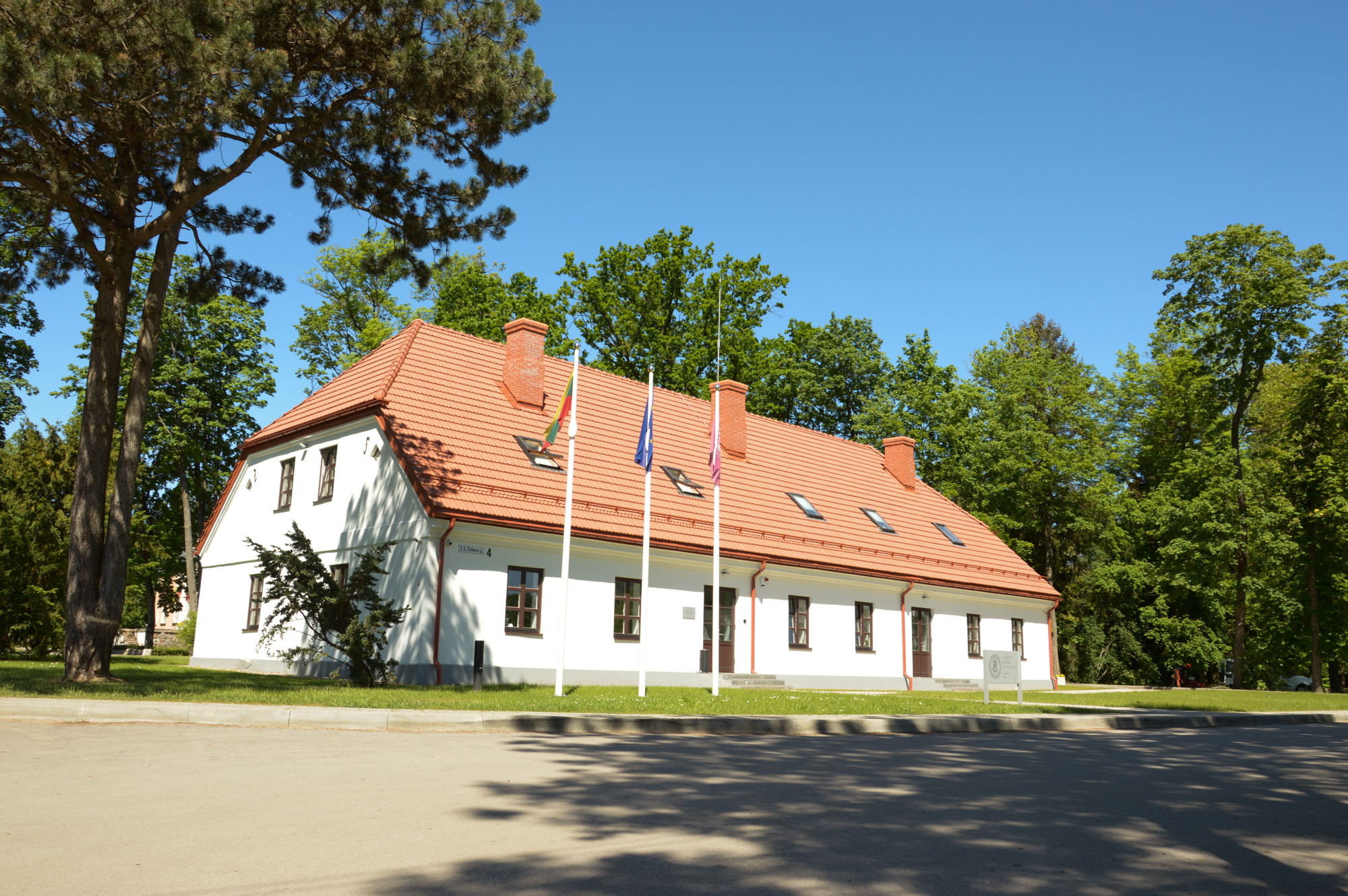
Escritório de Administração